# Silent Hill: Play Novel
Silent Hill: PLay Novel är titeln på ett spel till Game Boy Advance. Spelet släpptes i Japan år 2001 och har aldrig släppts utanför eller på ett annat språk. Spelet går ut på att spela första spelet ur en annan synvinkel och lära sig mer om handlingen. Play novel är ett textbaserat spel där spelaren tar sig igenom staden genom att svara på frågor t. ex. vilket håll man ska gå och om hur man ska lösa olika pussel och gåtor.